# 大宮登
大宮 登（おおみや のぼる、1951年6月12日 - ）は、日本の社会学者。高崎経済大学地域政策学部名誉教授、同大学の元副学長。群馬県選挙管理委員会委員長職務代理。山形県山形市出身。

## 略歴
- 1970年3月 山形県立山形東高等学校卒業[1]
- 1975年3月 高崎経済大学経済学部経済学科卒業
- 1977年3月 慶應義塾大学大学院社会学研究科修士課程修了(社会学修士)
- 1977年4月 山形女子短期大学専任講師
- 1992年4月 山形女子短期大学教授
- 1996年4月 高崎経済大学地域政策学部教授
- 2004年4月 高崎経済大学地域政策学部長(2007年7月まで）
- 2008年4月 高崎経済大学副学長就任

なお、2013年には高崎経済大の学長選に立候補するも、現職の石川弘道に敗れた。

## 学会及び社会活動
- 地域活性学会　副会長
- 日本地域政策学会　副会長・常任理事
- 日本ビジネス実務学会 前会長（2007年から名誉顧問）
- 日本ホスピタリティ・マネジメント学会 前理事
- 日本社会学会会員
- 日本社会病理学会会員
- 内閣府　地域活性化伝道師、地域活性化関連アドバイザー
- 文部科学省中央教育審議会生涯学習分科会「家庭・地域の教育力の向上に関する特別委員会」委員長代理（臨時委員、2005年 - 2006年）
- 文部科学省地域づくり支援アドバイザー会議座長（2004年）
- 文部科学省男女共同参画社会に向けた教育・学習支援企画委員
- 文部科学省生涯学習フェスティバル検討委員会座長
- 文部科学省特色GP、現代GP等推進・評価委員
- 日本学術振興会　質の高い大学教育等推進事業委員会
- 群馬県総合計画策定会議副委員長
- 群馬県労働計画策定委員長、群馬県男女共同参画社会推進委員
- 群馬県最低賃金審議会座長
- 高崎市観光基本計画策定委員長
- 高崎市地域福祉計画策定委員長
- 高崎市カッパピア跡地検討委員長
- 高崎市環境基本計画改定委員長
- 高崎映画祭運営委員長
- 日中友好「桜と緑のプロジェクトの会」会長
- 若者社会活動支援NPO法人DNA（Design Net-works Association）[2]代表顧問 ほか

◆平成23年度　各種委員会、学会、社会活動
- 実践キャリア・アップ制度
- 専門タスク・フォース6次産業化人材ワーキング・グループ座長(内閣府)
- 大学教育等推進事業委員会　委員　(独立行政法人　日本学術振興会)
- 文部科学省　生涯学習フォーラム委員会座長　(文部科学省生涯学習政策局)
- 文部科学省　国立女性会館評価委員　(文部科学省生涯学習政策局)
- 群馬県立高崎高等学校　学校評議員
- 群馬県立前橋東高等学校　学校評議員
- 地域活性学会　副会長
- 日本地域政策学会　副会長
- 日本ビジネス実務学会　名誉顧問
- 若者社会活動支援NPO法人DNA＜Design Net-works Association＞　代表顧問
- 日中友好桜と緑のプロジェクトの会　会長（高崎市）
- サンデン環境みらい財団　理事（伊勢崎市）
- 高崎食品リサイクルループ協議会　会長（高崎市）
- NPO法人メンタルヘルス研究会　理事（高崎市）
- 若者社会活動支援NPO法人DNA代表顧問
- 高崎経済大学留学生学友会 顧問

## 著書・編書

### 単著
- 『秘書の社会学』（紀伊国屋秘書シリーズ 4） 紀伊国屋書店 1990年3月 ISBN 4-314-10025-7 ISBN 978-4-314-10025-0
- 『ビジネス実務論 - 自由と自己責任のビジネスワーク』 建帛社 1999年3月 ISBN 4-7679-3915-1 ISBN 978-4-7679-3915-5

### 共著
- （安本美典・編・著）（蔵田敏明・乳井克憲・中村健壽・萩野貞樹・原田夏子・星野耀子・松井忍） 『国語表現』（K.P.S.シリーズ 4） 建帛社 1988年3月 ISBN 4-7679-3821-X ISBN 4-7679-3805-8 ISBN 978-4-7679-3821-9 ISBN 978-4-7679-3805-9

### 共編
- （今泉礼右・藤井広美・八戸宏） 『社会学 - 時代を知り現在を生きる』 中央法規出版 1992年9月 ISBN 4-8058-1020-3 ISBN 978-4-8058-1020-0

## 論文
- 山形女子短期大学研修委員会記念論集編集委員会・編 『女性 - 生活と文化』（山形女子短期大学創立20周年記念論集） 1987年3月
  - 所収「現代家族考 - 母親たちの迷い道」
- 飯岡秀夫・宮本純男・編 『「近代」とその開削 - 政治・経営・文化』（石坂巌教授退任記念論文集） 清水弘文堂（東京） 1987年6月 ISBN 4-87950-175-1
  - 所収「ナルシスのゆくえ - 現代青年論」
- 「職域拡大の現状把握と職業適性意識をめぐる基礎研究」文部省科学研究費補助金研究成果報告書 基盤研究B （科学研究費課題番号 11410049） 1999年 - 2001年

## 未分類
- 大宮登編著『キャリアデザイン講座』日経BP社　2009
- 「今、なぜ、観光政策なのか」（『観光政策へのアプローチ』）鷹書房弓プレス2008
- 「知の拠点だからこそ可能な地域貢献」（『地域再生システム論』）東京大学出版会2007
- 大宮登編著『大学と連携した地域再生戦略』ぎょうせい2007
- 「第14章市民自治や地域づくりを担う人材育成法」（『地域政策と市民参加―「市民参加」への多面的アプローチ―』、ぎょうせい所収2006)
- 「地域と大学の連携」（『人と国土21』(2006)国土計画協会、所収）
- 地域再生に関する一考察--「小さな自治」の理念と実践　地域政策研究　Vol.8, No.3 2006
- 『自治体職員のための政策形成ゼミナール』（ぎょうせい、2000年）
- 『秘書の社会学』 『人間関係論』『社会学－時代を知り現在を生きる』『ビジネス実務総論』ほか
- 『地域と大学連携の新展開　高崎経済大学の試み』